# Metaloprotease
Metaloproteases, ou metaloproteínases, constituem uma família de enzimas do grupo de proteínases, classificadas pela natureza do mais predominante grupo funcional em seus sítios ativos. 
Existem dois grupos de metaloproteínases: 
- exopeptidases: metaloexopeptidases (Número EC: 3.4.17).
- endopeptidases: metaloendopeptidases (3.4.24). Conhecidas metaloendopeptidases incluem proteínas ADAM e metaloproteínases da matriz.